# Konieczkowa
Konieczkowa [pronunciación en polaco: /kɔɲet͡ʂˈkɔva/] es un pueblo en el distrito administrativo de Gmina Niebylec, dentro del Distrito de Strzyżów, Voivodato de Subcarpacia, en el sudeste de Polonia. Se encuentra aproximadamente 3 kilómetros al este de Niebylec, 12 kilómetros al este de Strzyżów, y 22 kilómetros al sur de la capital regional Rzeszów.
El pueblo tiene una población de 1.500 habitantes.